# Pulsellum
Pulsellum is een geslacht van tandschelpen uit de  familie van de Pulsellidae.

## Soorten
- Pulsellum affine (M. Sars, 1865)
- Pulsellum beecheyi Lamprell & Healy, 1998
- Pulsellum bushi (Henderson, 1920)
- Pulsellum eboracense (Watson, 1879)
- Pulsellum falklandicum (Dell, 1964)
- Pulsellum filiforme V. Scarabino & F. Scarabino, 2011
- Pulsellum fragile Scarabino, 1995
- Pulsellum hige Habe, 1963
- Pulsellum kurogenge Habe & Kosuge, 1964
- Pulsellum lofotense (M. Sars, 1865)
- Pulsellum occidentale (Henderson, 1920)
- Pulsellum pusillum (Watson, 1879)
- Pulsellum salishorum E. Marshall, 1980
- Pulsellum stoliczkai Scarabino, 2008
- Pulsellum teres (Jeffreys, 1883)
- Pulsellum thomassini Scarabino, 1995
- Pulsellum verrilli (Henderson, 1920)